# 桑卡达海雷丁清真寺

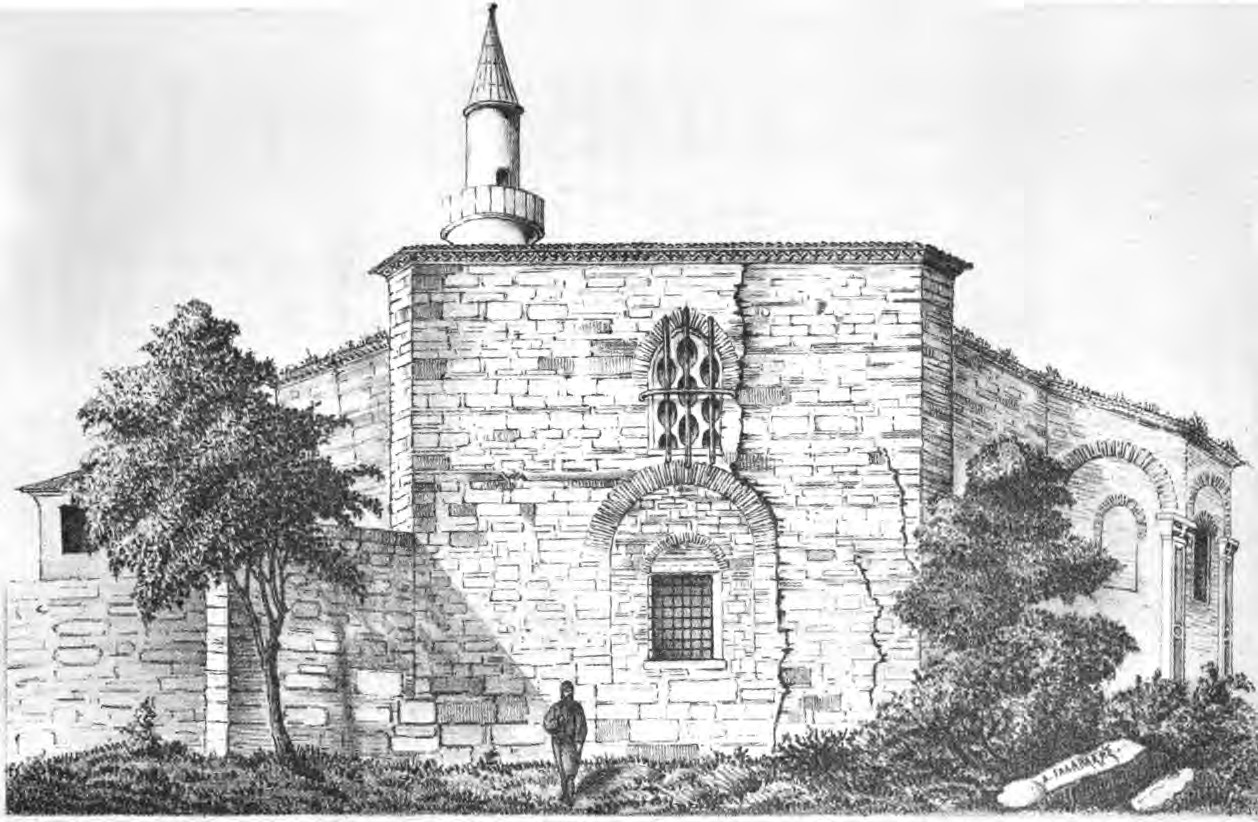

桑卡达海雷丁清真寺（土耳其語：Sancaktar Hayrettin Câmîi）位于土耳其伊斯坦布尔法蒂赫区，原为东正教瓶子修道院（Monē tōn Gastríōn），被奥斯曼帝国改为清真寺。
该建筑坐落在君士坦丁堡第七山南坡，俯瞰马尔马拉海。传说在325年，圣海伦纳太后从耶路撒冷带回真十字架，进城时在此丢下几个盛装在各各他收集的香草的瓶子。后来她在此创立了修女院。实际上，君士坦丁堡在四世纪末之前并没有修道院，因此这只是个传说。

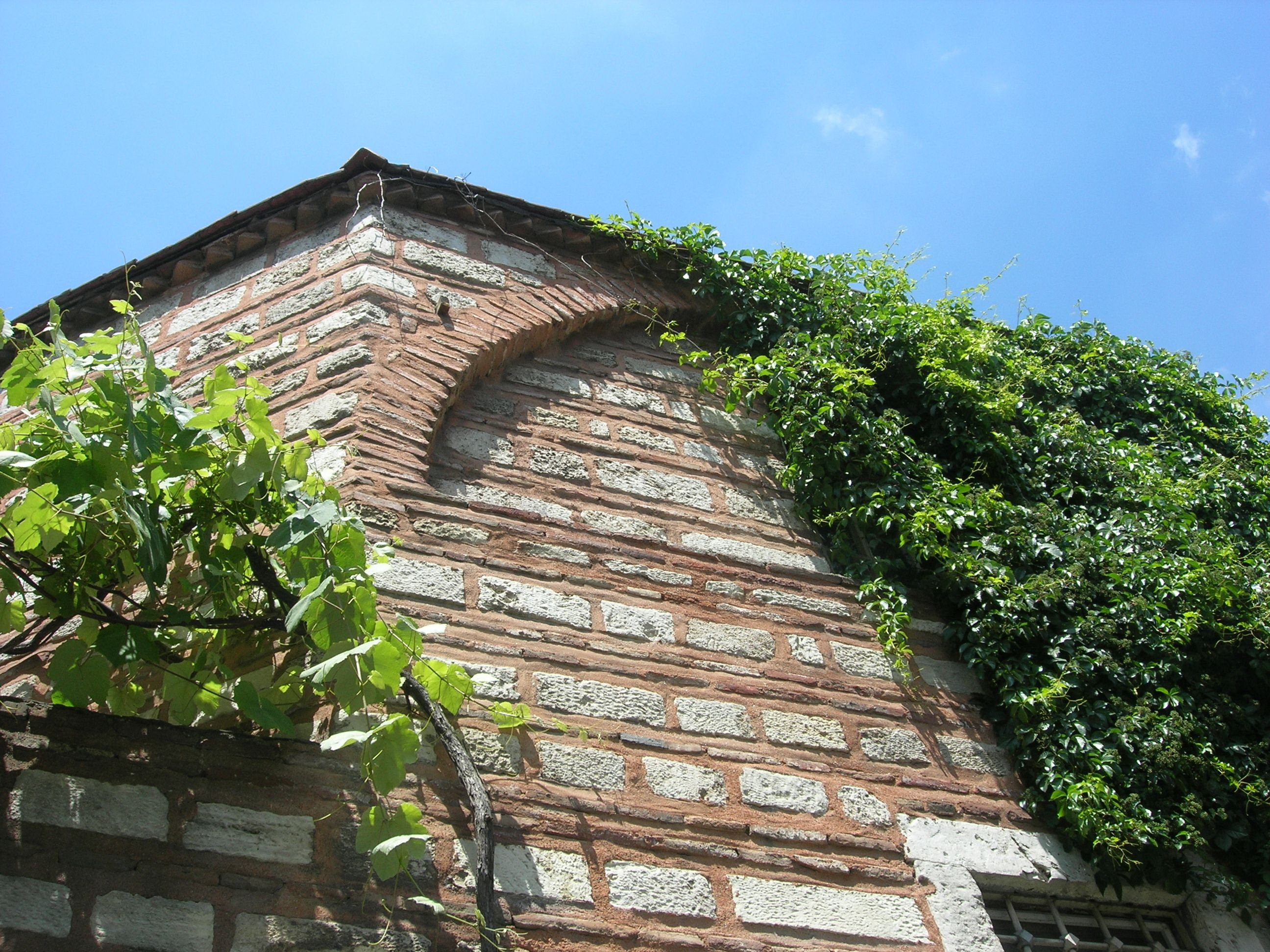

瓶子修女院最初在9世纪初见于记载，为皇后狄奥多拉 (皇帝狄奥斐卢斯之妻）的母亲Theoktiste所建。856年，米海尔三世在舅舅巴尔达斯的支持下推翻了母后狄奥多拉的摄政，将狄奥多拉和四个姐姐（泰克拉、安娜、阿纳斯塔西娅和普尔切丽亚）全部放逐到该修道院，强迫出家修行。泰克拉后被弟弟米海尔召回，为巴西尔一世的情妇。狄奥多拉、她的兄弟Petronas、她的母亲和三个女儿全都埋葬在该修道院。
1894年伊斯坦布尔地震时，该清真寺部分被毁，直到1973-1976年间才修复。